# SE Egészségügyi Közszolgálati Kar
A Semmelweis Egyetem Egészségügyi Közszolgálati Kar az egyetem „legfiatalabb” kara. Több mint egy évtizedes fejlesztőmunka eredményeként 2010-ben alakult három, a természettudományok és társadalomtudományok határterületén dolgozó intézet, az Egészségügyi Menedzserképző Központ, a Mentálhigiéné Intézet és az Egészségügyi Informatikai Fejlesztő és Továbbképző Intézet részvételével.
Az EKK a társadalomtudományokat helyezi a központba, de integrálja az interdiszciplináris, határterületi képzéseket is. Az egészségügyi menedzsment, a lelki és közösségi egészség, valamint az egészségügyi informatika területén nyújt alap- és mesterképzést, doktori képzést, felsőfokú szakképzést és szakirányú továbbképzést.

## Története
A Semmelweis Egyetem Szenátusa a 2008. május 29-i, 62/2008. számú határozatában döntött arról, hogy három, a természettudományok és társadalomtudományok határterületén dolgozó intézet, az Egészségügyi Menedzserképző Központ, a Mentálhigiéné Intézet és az Egészségügyi Informatikai Fejlesztő és Továbbképző Intézet részvételével megalapítja az Egészségügyi Közszolgálati Kart. A Kar tevékenységét 2010 januárjában kezdte meg, a Kari Tanács alakuló ülésére 2010. április 21-én került sor.

## Bemutatása
Az Egészségügyi Közszolgálati Kar meghatározóan társadalomtudományi orientáltságú, de interdiszciplináris, határterületi képzéseket integráló kar, amely programjaival lefedi a teljes képzési spektrumot az alapképzéstől kezdve, a mesterképzésen, illetve doktori képzésen keresztül a szakirányú továbbképzésig az egészségügyi menedzsment, a lelki és közösségi egészség, valamint az egészségügyi informatika területén.
A 2011/2012-es tanévben három, a bolognai rendszer keretében akkreditált graduális képzés tartozott a Karhoz: az egészségügyi szervező alapképzési szak, valamint a szociális munkás és az egészségügyi menedzser mesterképzési szakok.
Az Egészségügyi Közszolgálati Kar mindazon tágabb értelemben vett társadalomtudományi tudományterülethez tartozó és interdiszciplináris oktató, kutató és szakértői programokat végző szervezeti egységek ernyőszervezete kíván lenni, amelyek a jelenlegi szervezeti rendszerben nem, vagy nem szervesen kapcsolódnak már létező karhoz.  Nyitott szerveződésként helyet kíván adni minden olyan további szervezeti egységnek, amelynek működése az új Kar keretei között optimalizálható.
A Kar elsődleges célja, hogy otthont adjon a szervezeti, közösségi, illetve személyes fejlesztésre irányuló tevékenységeknek, az oktatás, a kutatás, a társadalomtudományi innováció, valamint a tanácsadás területén.  Képzési filozófiájában és fejlesztési stratégiájában a kiscsoportos, interaktivitást biztosító módszertant, a probléma-központúságot, a tapasztalati alapon történő tanulás elveit és gyakorlatát kívánja alkalmazni.  A képzési területek sokszínűségéből adódóan építünk az egyes tudományterületek eltérő szemléletmódjának egy programon belüli alkalmazásából fakadó előnyökre.
A Kar intézetei széles körű nemzetközi kapcsolatrendszerrel rendelkeznek.  Az együttműködések továbbépítése a Kar fejlesztési stratégiájának egyik alappillére.  Ezekre a kapcsolatokra alapozva hozzá kívánunk járulni a Semmelweis Egyetem regionális, illetve európai jelentőségének, szerepének megerősítéséhez.
Az Egészségügyi Közszolgálati Kar három nagy területen szervez képzési, kutatási és szakértői programokat: a közszolgálati szervezeti és kormányzati menedzsment területén (egészségügyi intézményi menedzsment és egészségpolitika); a közszolgálati informatika, technológia és innováció menedzsment területén (egészségügyi informatika, egészségügyi ügyvitelszervezés, eHealth és telemedicina); valamint a társadalmi-, és lelki egészségfejlesztés területén (szociális munka, mentálhigiénés és szervezetfejlesztés, lelkigondozás, mentálhigiénés lelkigondozás és közösségfejlesztés, tereptanár képzés (szociális és lelkigondozó), pedagógus szakvizsgára felkészítés).  Terveink között szerepel mind a jelenlegi szakterületek kínálatának bővítése, mind pedig további szakterületek bevonása, új képzési programok indítása.

## A Karhoz tartozó intézetek
- Egészségügyi Informatikai Fejlesztő és Továbbképző Intézet
- Egészségügyi Menedzserképző Központ
- Mentálhigiéné Intézet Archiválva 2015. február 15-i dátummal a Wayback Machine-ben